# زمین‌لرزه ۱۳۶۹ رودبار
زمین‌لرزه رودبار گیلان در تاریخ ۲۱ ژوئن ۱۹۹۰ میلادی، برابر با ‎۳۱ خرداد ۱۳۶۹، ساعت ۹:۰۲:۱۴ به زمان یوتی‌سی در ایران رخ داد. ژرفای این زلزله ۱۳٫۳ کیلومتر بود، و بزرگی آن ۷/۲ در مقیاس Mw اعلام شده‌است. زمین‌لرزه به وقت محلی در روز پنج‌شنبه، ساعت ۱۲٫۵ روی داده و منطقه زمانی آن یوتی‌سی +۳٫۵ بوده‌است.
سازمان زمین‌شناسی آمریکا نیز رومرکز این زمین‌لرزه را در مختصات ۳۶°۳۸′۱۰″شمالی ۴۹°۴۷′۵۶″شرقی / ۳۶٫۶۳۶°شمالی ۴۹٫۷۹۹°شرقی و ژرفای آن را در ۱۵ کیلومتر گزارش کرده‌است. بزرگی برگزیدهٔ این سازمان از میان بزرگیهای محاسبه‌شدهٔ مختلف ۵٫۸ در مقیاس Mw بوده و از دید اثر، در میان چهار دسته‌بندی «نامحسوس»، «محسوس»، «زیان‌آور» یا «با تلفات»، زلزله را «با تلفات» اعلام کرده‌است.
پروژهٔ «تنسور گشتاور مرکزوار» زاویه‌های (راستا، شیب، ریک) گسل سازندهٔ زمین‌لرزه و صفحه عمود بر آن را (°۲۰۴، °۲۶، °۱۲۱) یا (°۳۵۱، °۶۸، °۷۶) و نوع گسل را«معکوس» فرارسانده‌است.
شمار کشتگان زلزله بیش از ۴۰ هزار نفر بوده‌است.
نکته جالب این است که این زلزله باید کمتر از این میزان خسارت و تلفات جانی می‌داشت ولی با اهمال و کم‌کاری مسئولان آن وقت کانون زلزله با اینکه توسط دانشگاه تهران درست تشخیص داده شده بود ولی به دلایل نامشخص کانون زلزله مکانی جز رودبار گفته شده بود و طبق اظهارات اهالی این شهرستان در برخی نقاط زمانی کمک‌های امدادی رسیده بوده‌است که بیش از ۱ ماه از زلزله گذشته بوده‌است.